# Vitalis Cros
Vitalis Cros (né le 13 octobre 1913 à Villeneuve-Minervois et mort le 6 avril 1999 à La Redorte) est un résistant durant la Seconde Guerre mondiale. Nommé sous-préfet à la Libération, il participe à des cabinets ministériels et devient ultérieurement préfet, mais aussi écrivain. Dernier préfet de police d'Alger, engagé dans une lutte contre l'OAS, il est aussi, juste après l'indépendance de ce pays, un des hommes qui s'efforcent de reconstruire les relations franco-algériennes.

## Famille
Vitalis Cros est le fils unique de Vercingétorix Cros, limonadier, et de Juliette Durand. Il est prénommé plus précisément Vitalis Jules. Vitalis est un ancien prénom italien ou gallo-romain, s'inscrivant dans une tradition familiale, c'est le prénom donné à l'aîné dans cette famille agnostique, et Jules est « de l’humour occitan, la rencontre du romain Jules César et de Vercingétorix »…
Vercingétorix Cros fut gravement blessé pendant la guerre de 1914, et très handicapé à son retour à Villeneuve-Minervois où la famille tenait un petit commerce. Juliette Durand reconvertit le commerce familial, d'abord en un kiosque à journaux à Carcassonne, qui se transforma rapidement en une librairie et marchand de journaux. Il devint également aussi un lieu de discussion. Enfin, un magasin de gros est créé, pour la diffusion de la Presse Parisienne dans la région de Carcassonne.

## Études
Après une formation classique aux lycées de Carcassonne et de Montpellier, Vitalis Cros obtint son baccalauréat mention " mathématiques" et fut ensuite étudiant en droit à Toulouse et obtient, après sa licence en droit, un diplôme d’études supérieures d’économie politique et un autre en droit public. En 1936, il est avocat au barreau de Toulouse. 
Le 11 septembre 1939, Vitalis Cros épouse Suzanne Pugenc (1911-1985) dont il aura trois enfants. 

## La guerre et la Résistance
Mobilisé à compter de septembre 1939, la débâcle de juin 1940 le ramène dans l'Aude. En 1940,  Vitalis Cros note dans son journal personnel cité par Lucien Maury :

« 1940: C'est la débandade - Rentré à Carcassonne, je ne trouve que des gens soulagés... avec deux millions de prisonniers ... Je sens la pourriture nous envahir. Il faudrait adorer ce que nous avons brûlé. Et on commence à nous parler de révolution nationale ! Dans un pays occupé par l'ennemi ! De qui se moque-t-on ? »

— Lucien Maury, La Résistance audoise
Le magasin familial devient un point de ralliement pour les premiers résistants audois. La qualité de secrétaire adjoint du syndicat des dépositaires de presse et le permis de circuler attaché à la fonction permettent à Vitalis Cros de nouer des contacts à l'extérieur du département. Pendant cette période, Vitalis Cros effectue, outre la distribution de la presse clandestine, les transports clandestins dont la résistance avait besoin pour les villes de  Clermont-Ferrand, Toulouse, Montpellier, etc. Il  est agent de liaison entre les maquis. Puis il devient membre de l’état major des mouvements unis de la résistance (M.U.R.) dès sa création en janvier 1943.

## Fonctions dans l'administration centrale et la préfectorale
En juillet 1944, alors que le département n’est pas encore libéré, le Gouvernement provisoire de la République française le nomme sous-préfet de Narbonne. Il prend ses fonctions le 22 août 1944 et elles lui sont confirmées le 6 octobre 1946. Il le reste jusqu'au 15 mars 1954.
À cette date, il devient secrétaire général du Centre Administratif et Technique de l'Intérieur (devenu à compter de 1971 Secrétariat général pour l'administration de la police) de la préfecture de la Haute-Garonne, à Toulouse, jusqu'au début de l'année 1957.
Durant les cinq premiers mois de 1957, il est chef de cabinet de Georges Guille, homme politique originaire de l'Aude et ancien résistant comme lui, secrétaire d'État chargé de la Recherche scientifique et de l'Énergie atomique, dans le gouvernement de Guy Mollet.
Il est nommé préfet le 3 juillet 1957, mais reste en fonction à Paris, cette fois comme  chef de cabinet d'Arthur Conte, secrétaire d'État à l'Industrie et au Commerce du gouvernement Bourgès-Maunoury.
Le 11 mars 1958, il est nommé préfet de l'Aude.  À son arrivée au pouvoir, le général de Gaulle le confirme dans cette fonction.

## Préfet des Ardennes
Le 11 février 1959, il est nommé préfet des Ardennes. Il apparaît comme un préfet parfois peu respectueux du protocole mais efficace, agissant pour le développement de ce département, dans cette période dite des Trente Glorieuses. Il milite en particulier pour faciliter la circulation fluviale de fret sur la Meuse.
En mai 1960, dans le prolongement du traité Euratom, le département dont il a la charge est retenu pour l'installation d'une nouvelle centrale nucléaire avec réacteur à eau pressurisée. Une société est constituée entre EDF et une compagnie d'électricité belge, la société d'énergie nucléaire des Ardennes (SENA) pour mener à bien cette implantation à Chooz, dans une boucle de la vallée de la Meuse.
Le 19 septembre 1961, Vitalis Cros publie un arrêté constituant un syndicat intercommunal  entre 13 communes associant Charleville, Mézières, Mohon, Aiglemont, Etion, La Francheville, Montcy-Notre-Dame, Moncy-Saint-Pierre, Prix, Saint-Laurent, Le Theux, Villers-Semeuse et Warcq. Ce syndicat intercommunal doit étudier et réaliser des zones industrielles et d'habitation, des études d'urbanisme et des travaux d'équipement urbain. C'est l'amorce de la fusion de Charleville, Mézières, Mohon, Montcy-Saint-Pierre, Etion et Le Theux, qui se concrétisera avec son successeur.
En 1961 également, Vitalis Cros est chargé de préparer un voyage du président de la République dans les Ardennes. Mais ce voyage ne se fera qu'après son départ. La légende veut qu'il ait à cette occasion manifesté aux services centraux du  ministère de l'intérieur son incompréhension sur l'ambiguïté de la politique algérienne du général de Gaulle. Pour lui, l'indépendance de l'Algérie est dictée par le bon sens. La question algérienne semble pourtant bien loin des terres ardennaises. Certes, la question algérienne déchire les socialistes ardennais, dont une partie significative menée en particulier par Andrée Viénot et Guy Desson s’oppose à la SFIO sur ce sujet et rallie le PSU.  Et quelques activistes pro-OAS se manifestent tant bien que mal : une grenade explose dans une poubelle de Charleville, une charge d'explosifs est trouvée sous la fenêtre d'un inspecteur de police à Montcy-Saint-Pierre, des menaces de mort sont envoyées à quelques personnalités locales. Mais de tels faits demeurent sans grands échos dans la population, plus inquiète pour ses jeunes incorporés dans le contingent présent sur place.

## À Alger
En novembre 1961, Roger Frey, ministre de l’intérieur, le nomme préfet de police à Alger, dans une période très tendue. De fin 1961 à juillet 1962, il doit gérer la transition de l’Algérie vers l’indépendance avec le commandant Azzedine, assurer le maintien de l'ordre  avant et après le référendum sur l'indépendance et contenir à la fois le FLN et l'OAS qui multiplient les attentats.Dans un entretien réalisé avec des journalistes en 1984, il signale que le nombre d'attentats commis par l'OAS entre décembre 1961 et  juillet 1962 est supérieur au total des attentats commis par le FLN pendant plus de six ans.   
Le 19 mars 1962, les accords d'Evian signifient qu'un cessez-le-feu est proclamé entre l'Armée Française et le FLN. Le second article de ces accords indique :

« Les deux parties s'engagent à interdire tout recours aux actes de violence collective et individuelle. Toute action clandestine et contraire à l'ordre public devra prendre fin. »

Les événements dramatiques se succèdent pourtant, avec notamment à partir du 23 mars 1962 la bataille de Bab El Oued, et concomitamment, le 26 mars, la fusillade de la rue d'Isly, à la suite d'une manifestation pourtant interdite par le préfet et les autorités militaires où il y aura 46 morts et 200 blessés par balles (dont 20 mourront dans les jours suivant cette manifestation). 
À la suite du cessez-le-feu, le FLN devient un interlocuteur officiel . Passant outre ce qu'il qualifie de « mythomanie environnante », Vitalis Cros accepte d'entrer en contact de façon régulière avec les interlocuteurs désignés par le mouvement algérien. Des contrôles, perquisitions, arrestations et saisies d'armes se multiplient dans les milieux européens hostiles à l'indépendance, perturbant de plus en plus l'action de l'OAS.
Après la colère des Français d'Algérie, commence la phase de résignation, avec une vague massive d'exode des Pieds-Noirs  à partir d'avril 1962 où en deux mois plus de 350 000 Français d'Alger quittent la ville, par tous les moyens disponibles (avion, bateau, voie terrestre en passant au Maroc). Une bonne partie de la population d'Algérie d'origine européenne se détache des extrémistes de l'OAS.
Le 2 mai 1962, un attentat à la voiture piégée, au port d'Alger, perpétré par l'OAS, fait 110 morts et 150 blessés, en majorité des dockers et des demandeurs d'emploi. Au vaste élan de solidarité déclenché à partir des différents quartiers par toute la population, européens et musulmans confondus, ont répondu les tirs des ultras de l’OAS provoquant ainsi un véritable carnage. D'autres attentats suivent provoquant une réplique du FLN le 14 mai. Pour éviter l'escalade de la violence, Vitalis Cros décide de faire fermer un nombre important de bars ou restaurants utilisés comme point de ralliement par l'OAS, et de faire partir des policiers connus pour leur sympathie pour ce mouvement. Pour autant, les actions de l'OAS restent quotidiennes. À la suite du référendum de juin 1962 où 90 % des votants approuvent l'indépendance, l'Algérie est officiellement indépendante le 3 juillet 1962.
De juillet 1962 à septembre 1964, il quitte la carrière préfectorale mais continue sous une autre forme son action à Alger, à l'Ambassade de France, comme  « ministre conseiller » chargé de la coopération. Il s'efforce de reconstruire les relations franco-algériennes, avec l'aide d'une petite communauté de Français. Il se lie d’amitié avec l'écrivain Jean Sénac et le peintre Jean de Maisonseul, qui participent également aux premiers pas du nouvel État dans le domaine culturel.  En automne 1963, il  reçoit Jules Roy, revenu sur place observer la naissance de la nouvelle Algérie.

## Retour en métropole
Il a une dernière affectation dans la préfectorale, sur un poste à priori plus paisible comme préfet du Loir-et-Cher du 19 septembre 1964 au 9 octobre 1969. Il doit donc y gérer les événements de mai 68, mais ce mouvement est loin d'être aussi dramatique que la décolonisation de l'Algérie.
De 1969 à 1979, il est affecté dans les services centraux du Ministère de l'Intérieur ; il devient alors  haut fonctionnaire de défense . En 1979 il est conseiller technique au comité de recherches pour la sécurité des systèmes d’informations automatisés, puis à la Commission nationale de l’informatique et libertés. Il divorce cette même année 1979, et se remarie en 1982 avec Hermine Chastanet (1919-2009), artiste peintre dont les toiles ornent son bureau à côté d'une photo dédicacée de Charles de Gaulle.
En parallèle, il revient dans sa commune natale, Villeneuve-Minervois, dont il est maire de 1971 à 1983. En mars 1973, il se présente aux élections législatives dans la première circonscription de l'Aude, pour succéder à son ancien mentor, Georges Guille, comme candidat « pompidolien » bien que se définissant comme un « socialiste libéral ». Il est battu par le candidat socialiste, Antoine Gayraud.
En 1984, âgé de 71 ans, il quitte la vie active et décède en 1999.

## L'écrivain
Il est encore haut fonctionnaire lorsqu'il publie ses premiers ouvrages, de témoignage et de réflexion, avant de se consacrer à des œuvres d'inspiration plus littéraires.
Ses principales œuvres : 
- Le Temps de la violence. Chronologie succincte des événements vus d'Alger du premier novembre 1954 au 5 juillet 1962, Presses de la Cité, 1971
- Le Mal du siècle. Vouloir dans l'ordre ou subir dans le chaos, Presses de la Cité, 1972
- La liberté colonisée, manifeste pour demain, Plon, 1974
- Liberté (Cantate), Annet-Georges Aupois, 1985, poésieAvant dire de René Char
- L'homme et L'utopie, La Pensée universelle, 1987
- La marquise, Confrérie Castille, 1995, nouvelle

## Récompenses et distinctions

### Décorations
- Officier de la Légion d'honneur (1964)

### Récompenses
- Grand Prix de poésie de l'Académie française en 1986